# Su Shi
Su Shi (en xinès tradicional: 蘇軾; en xinès simplificat: 苏轼; en pinyin: Sū Shì) també conegut com a Su Dongpo (en xinès tradicional: 蘇東坡; en xinès simplificat: 苏东坡; en pinyin: Sū Dōngpō) (1037 - 1101) fou un escriptor, poeta, cal·lígraf, farmacòleg, gastrònom i home d'estat durant la Dinastia Song.

## Biografia

### Família i primers anys
Su Shi va néixer el 8 de gener de 1037 a Meishan, prop del mont Emei, a la vora del riu Min, actualment a la província de Sichuan. El seu nom de cortesia era Zizhan (子瞻) i el seu pseudònim era Dongpo Jushi ("Resident del vessant oriental").
El seu pare Su Xun (洵) i el seu germà Su Zhe (蘇轍) van ser famosos literats. La seva educació primerenca la va rebre d'un sacerdot taoïste a una escola del seu poble. Més tard, durant la seva infància, va estudiar amb la seva mare, una dona molt formada.
Su es va casar als 17 anys. El 1057, quan tenia 19 anys, Su i el seu germà van aprovar els exàmens públics d'alt nivell per assolir el grau de jinshi, un requisit previ per poder ocupar càrrec a l'alta administració.
El 1081 va prendre com a concubina a Zhao Yun amb qui va tenir un fill.

### Activitat política: crític amb el poder
A partir de 1060 i durant els vint anys següents, Su va ocupar diverses posicions governamentals a tota la Xina, sobretot a Hangzhou, on va ser responsable de construir una calçada de vianants a través del llac de l'oest, que encara porta el seu nom: Su Di (蘇堤). Va ser magistrat a Mizhou, en el districte de Zhucheng de la província de Shandong.
El 1063 va ser nomenat jutge a Fengxiang i gràcies a Ouyang Xiu va poder ocupar llocs rellevants.
El maig de 1079 va ser transferit de Xuzhou a la prefectura de Huzhou, per exercir com a governador de la província de Zhejiang. Davant de les reformes relacionades amb el monopoli de la sal, proposades pel primer ministre Wang Anshi, Su va escriure un poema crític que li va suposar ser arrestat i enviat a una presó de Pequín. Després de 103 dies empresonat va ser enviat a una guarnició militar a Huangzhou, província de Hubei, però va renunciar a ocupar un càrrec com a instructor militar.
El 1084 va ser destinat a Ruzhou i a l'any següent després de la mort de l'emperador Shenzong va ser nomenat lector en l'Acadèmia Hanlin i el 1092 va ocupar el lloc de ministre de la Guerra a Kaifeng a la província de Henan. Al morir la reina regent i amb el regnat del nou emperador Zhezong va caure en desgràcia i va exiliar-se a Huizhou.
Després d'un llarg període d'exili polític, Su va rebre el perdó el 1100 i va ser enviat a Chengdu. El 24 d'agost de 1101 va morir a Changzhou, província de Jiangsu.

### Gastronomia
El conegut plat "porc Dongpo", és un plat tradicional a la província de Hubei, al centre de la Xina., i segons la tradició va ser creat per Su quan vivia a la ciutat de Huanggang a Huangzhou. Diu la llegenda que Su Dongpo primer va rostir el porc, li va afegir huangjiu (vi groc) i ho va coure a foc lent. En el seu treball a la "Chinese Gastronomy", Lin Hsiang Ju i Lin Tsuifeng donen la recepta "The Fragrance of Pork: Tungpo Pork", i remarquen que el "quadrat de greix porta el nom de Su, el poeta, per raons desconegudes: " Potser és només perquè li hauria agradat".

### Teatre i televisió
El 2012 la productora China Central Television va produir un “biotopic” dedicat a Su Shi amb l'actor Lu Yi com a protagonista.
El dramaturg xinès Yao Yuan va escriure una obra basada en la vida de Su, que va protagonitzar l'actor Li Dongchang sota la direcciò de Zha Lifang. Representada a Pequín el març de 2018.

### Memorials
Arreu de la Xina i ha diversos memorials dedicats a Su:
- Dongpo Pavillon a la ciutat de Beihai a la regió autònoma de Guangxi.[8]
- Su Dongpo Memorial Hall, construït el 1988 prop del llac Xihu (llac de l'Ouest) a Hangzhou.
- The Memorial Museum of Su Dongpo a Huanggang, província de Hubei.[9]

## Obra literària i poètica
La seva poesia està impregnada de la filosofia budista, així com del confucianisme. Però també cal destacar les seves contribucions a la literatura de viatges xinesa del segle xi i els seus detalls sobre la indústria del ferro xinesa.
De Su han arribat fins a l'actualitat 2700 poemes i 800 cartes. Va treballar els diferents estils de la poesia com :poesia clàssica "shi", poemes en forma de canço "ci" i "fu" una combinació de prosa i poesia.
Obres destacades son:
- 念奴娇赤壁怀古, (Niànnújiāo chìbì huáigǔ). Remembering Chibi, to the tune of Nian Nu Jiao
- 定风波莫听穿林打叶声, Dìng fēngbō mò tīng chuān lín dǎ yè shēng-
- Oda en el Penya-segat Roig (赤壁赋)
- Nit en el temple Cheng Tian (记承天寺夜游, Jì chéng tiān sì yè yóu).
- Calmant les onades, no escoltis la pluja al caure sobre els arbres (定风波莫听穿林打叶声, Dìng fēngbō mò tīng chuān lín dǎ yè shēng.

## Obra cal·ligràfica
El seu treball cal·ligràfic més important " Observació d'un menjar fred", el va redactar durant la seva estada a Huizou. El seu estil audaç va incidiren les generacions posteriors. Després de passar per les mans de diferents col·leccionistes, va ser venut al Museu Nacional de Taipei.